# Dãy núi Wetterstein

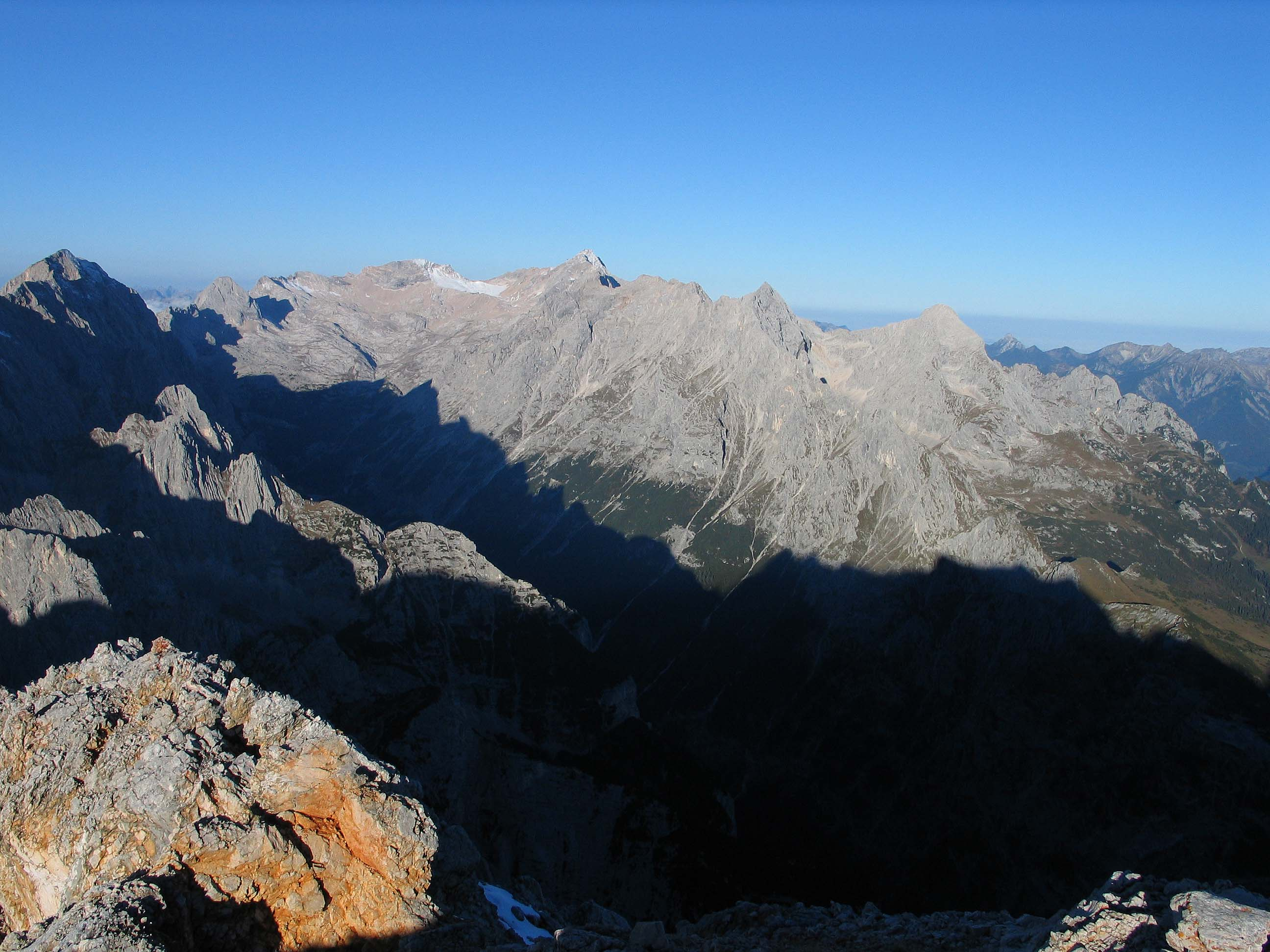
Zugspitzplatt và Zugspitze, Jubiläumsgrat, Hochblassen và Alpspitze từ Partenkirchen Dreitorspitze

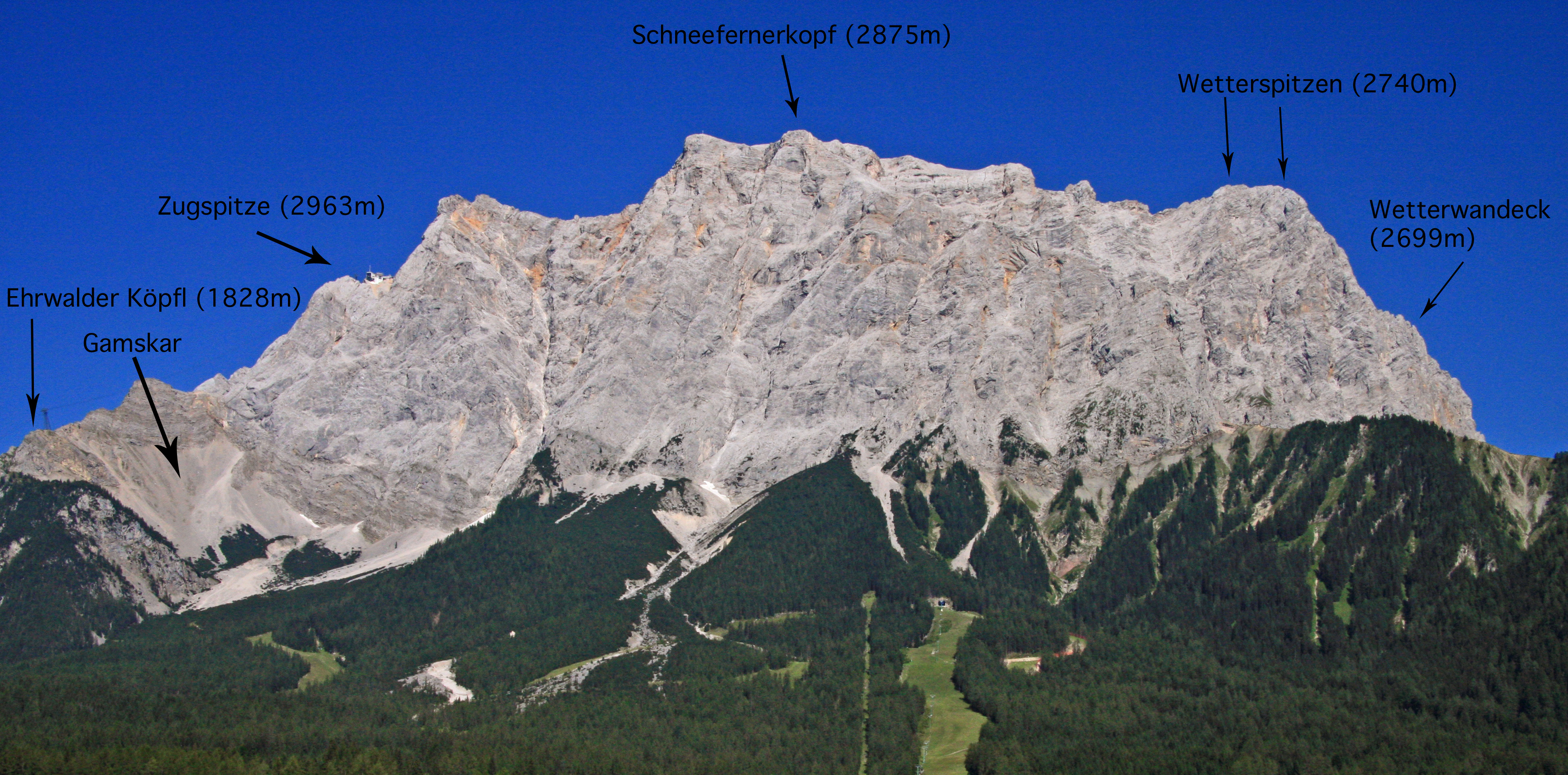
Nhóm núi Zugspitze nhìn tư phía Tây

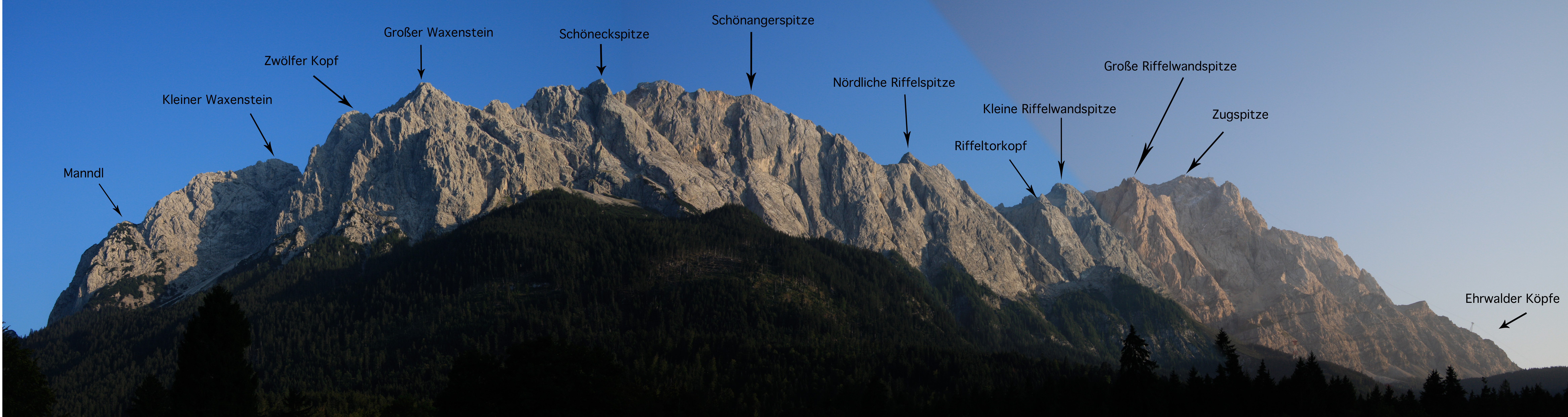
Zugspitze, Riffelwandkamm và Waxensteinkamm

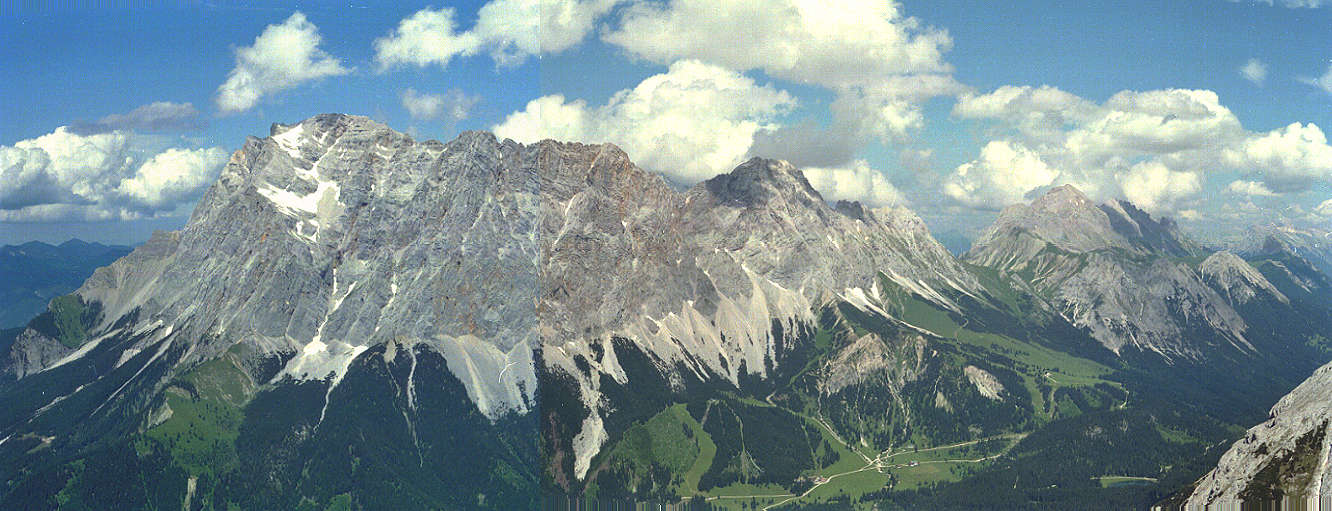
Dãy núi Wetterstein phía tây nhìn từ Ehrwalder Sonnenspitze ở Mieming Chain

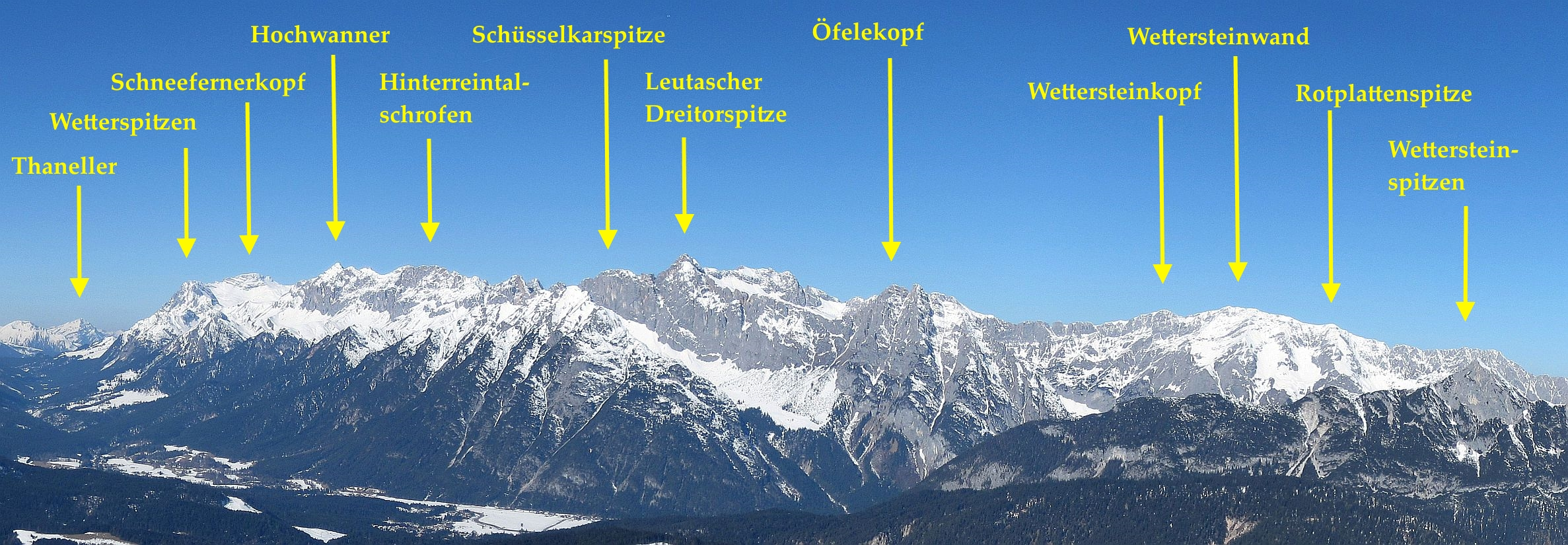
Dãy núi Wetterstein nhìn từ thung lũng Gaistal tới Wettersteinwand và Wettersteinspitze

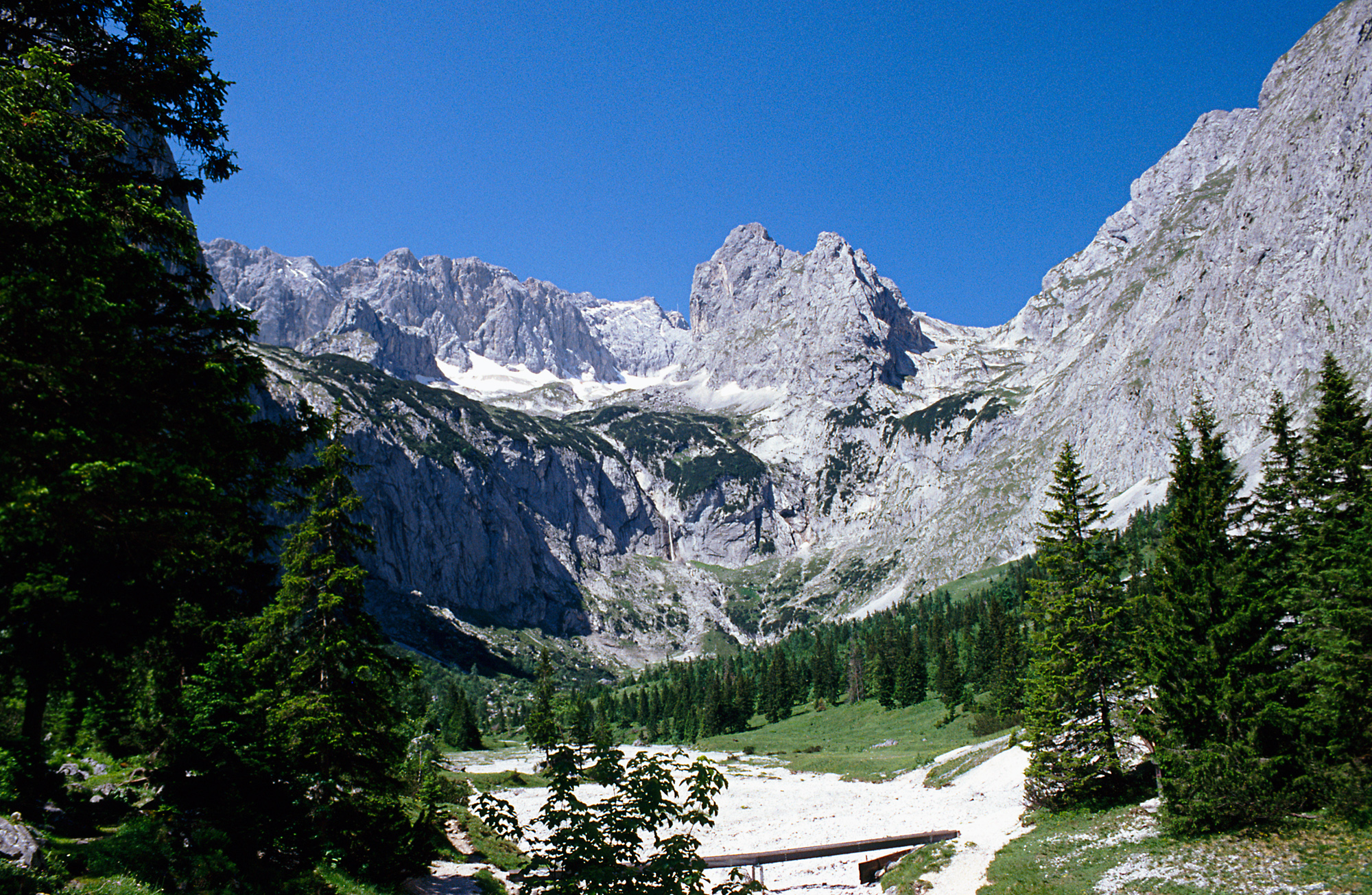
View from the Höllentalanger Hut towards the valley head, Höllentalferner glacier and Zugspitze massif

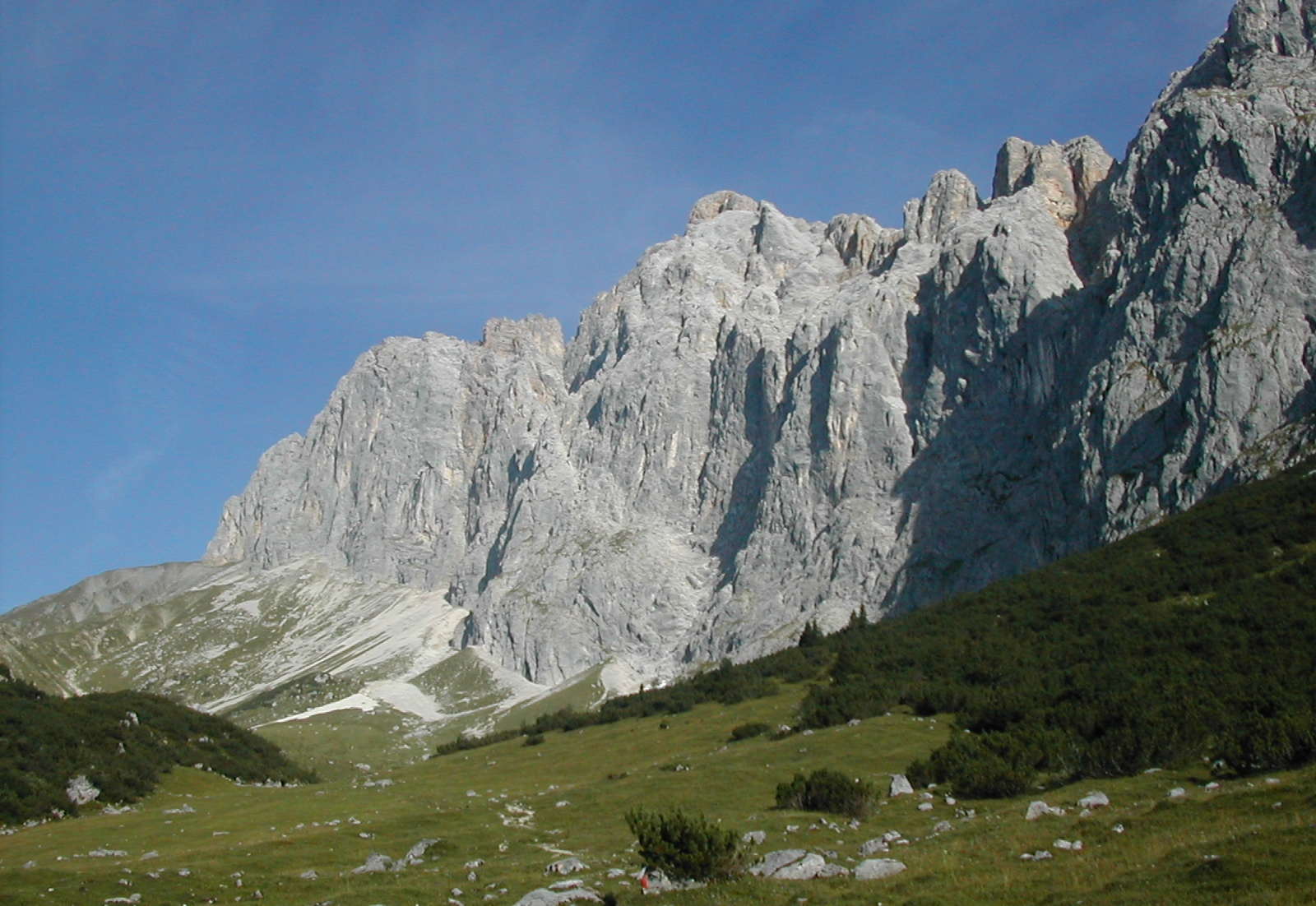
The Southern Wetterstein from the Puitbachtal valley near Leutasch

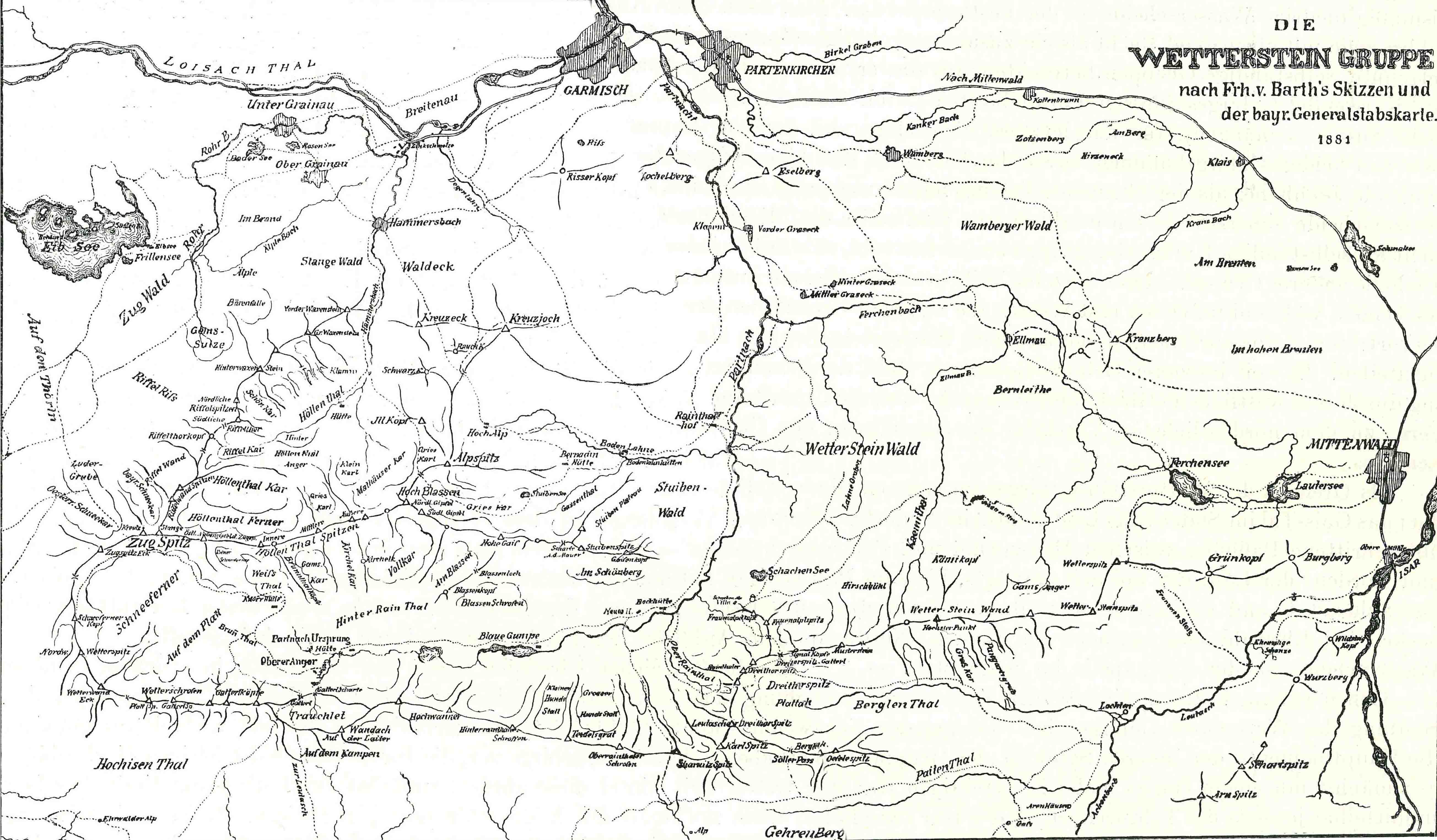
1881 Wetterstein map (based on sketches by H. v. Barth)

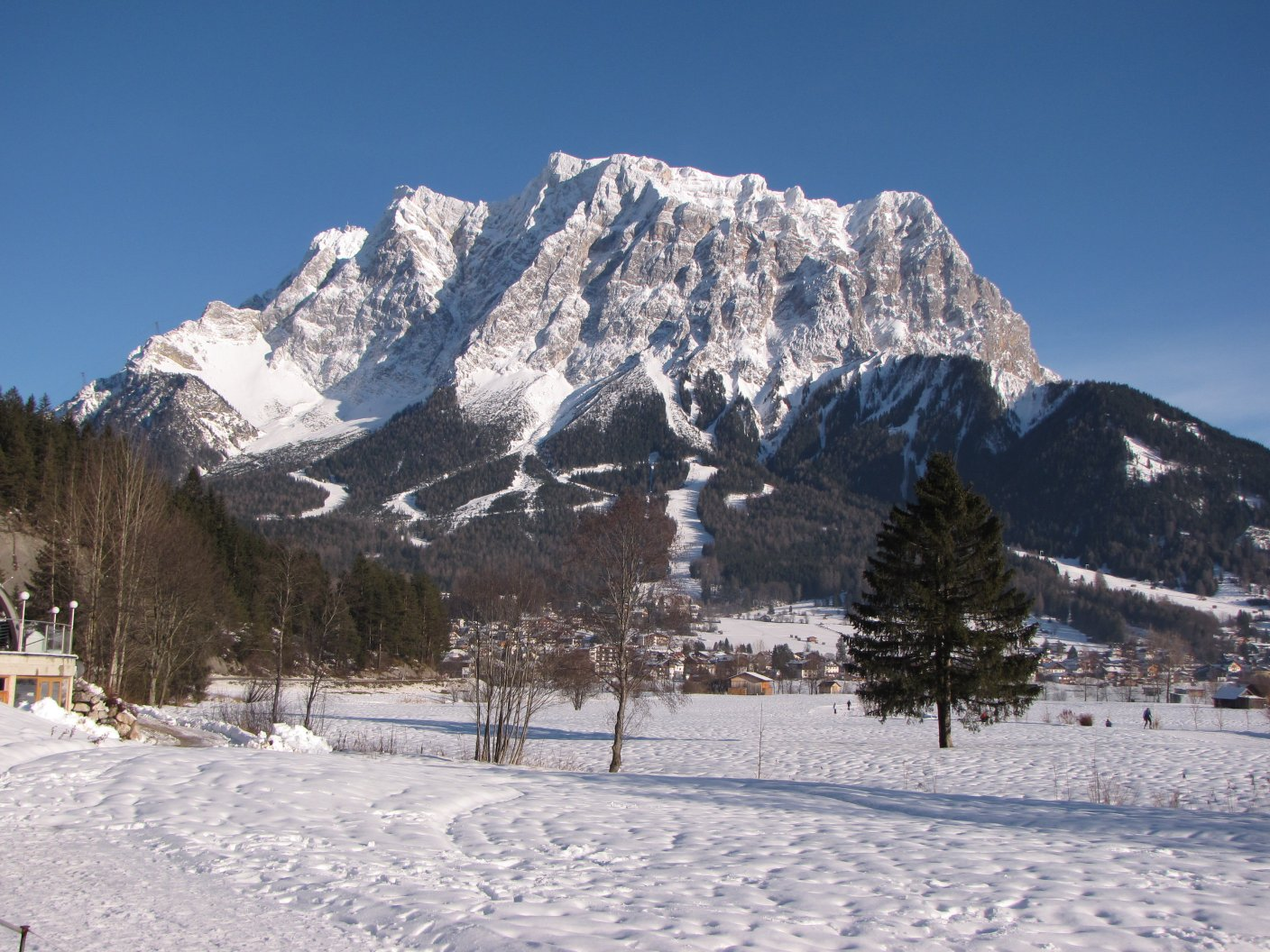
The Wetterstein mountains. View from Ehrwald looking towards the Zugspitze

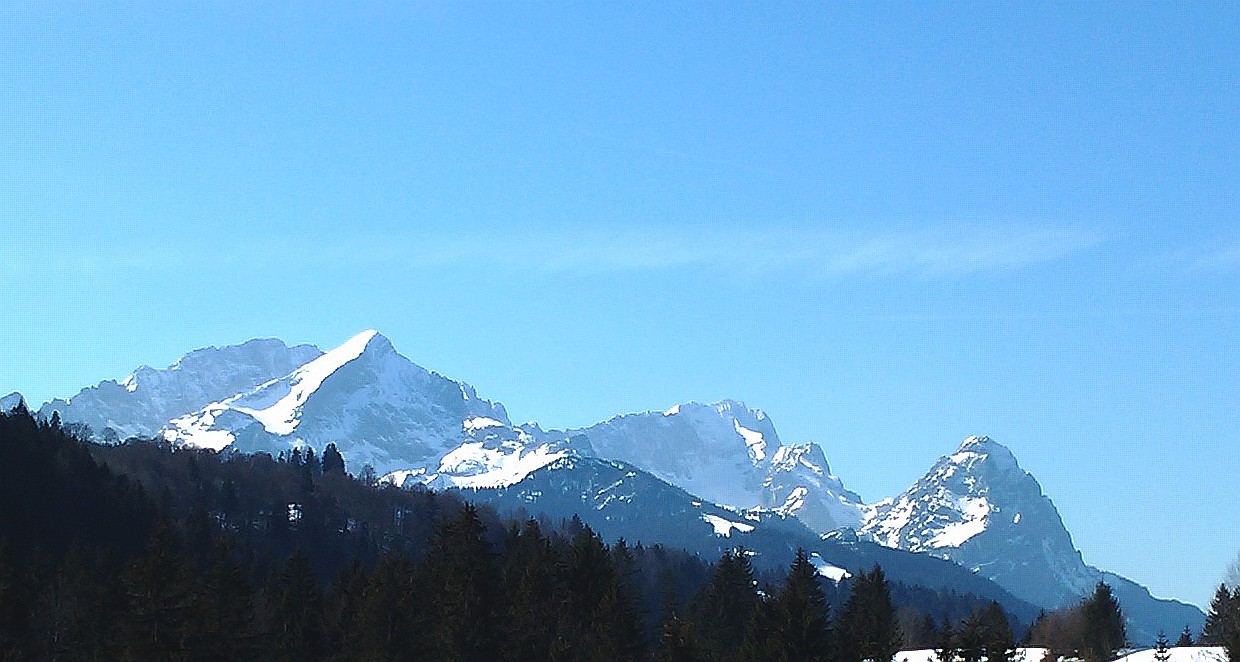
North side of the Wetterstein: the Alpspitze, Zugspitze and Waxenstein

Dãy núi Wetterstein là một nhóm núi ở dãy Alps Đá vôi phía Bắc trong dãy Alps phía Đông. Nó cómột phạm vi tương đối nhỏ gọn nằm giữa Garmisch-Partenkirchen, Mittenwald, Seefeld ở Tirol và Ehrwald dọc theo biên giới giữa Đức (Bayern) và Áo (Tirol). Zugspitze, đỉnh cao nhất đồng thời là đỉnh núi cao nhất ở Đức.
Dãy núi Wetterstein là một vùng lý tưởng cho những người thích leo núi. Sự gần gũi của những nơi này với các trung tâm dân cư phía nam nước Đức, cảnh quan tuyệt đẹp và mạng lưới cáp treo tốt có nghĩa là những ngọn núi có rất nhiều khách du lịch thường xuyên lui tới trong phần lớn thời gian trong năm. Tuy nhiên, có những nơi ở Wetterstein hiếm khi được mọi người đến thăm viếng.